# دی امریکن اسپکتیتر
دی امریکن اسپکتیتر (به انگلیسی: The American Spectator) وبسایت (و سابقاً ماهنامه) محافظه کار آمریکایی است که اخبار و سیاست را پوشش می‌دهد، امت تایرل سردبیر آن است و از سوی بنیاد غیرانتفاعی امریکن اسپکتیتر منتشر می‌شود.
تامس سول، بن استاین و جفری لرد در امریکن اسپکتیتر مقاله نوشته‌اند.